# 팬시 프론티어

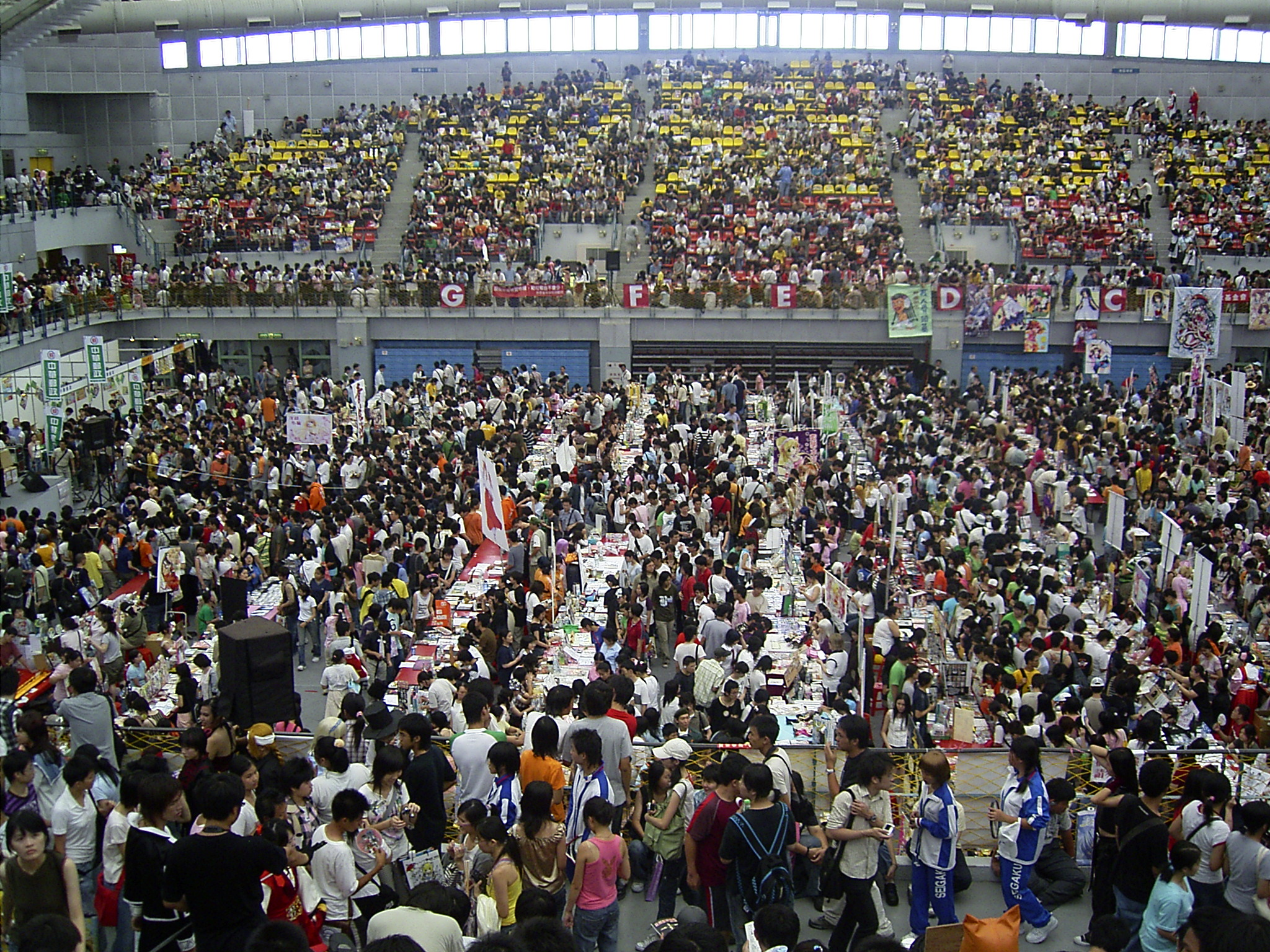
2006년 7월 29-30일의 FF8 (국립 타이완 대학 종합체육관)

팬시 프론티어(영어: Fancy Frontier, 중국어: 開拓動漫祭)는 중화민국의 애니메이션 정보지인 월간 Frontier와 대만만화추진협회에서 개최하고 있는 중화민국 최대 규모의 동인지 즉매회이다. 2002년 10월 5-6일에 제1회인 FF1이 개최되었다.